# KS Lushnja
Klubi Sportiv Lushnja este un club de fotbal din orașul Lushnjë, Albania. În prezent evoluează în Kategoria e Parë‎‎.

## Palmares
- Kategoria e Parë‎‎ (6): 1960, 1981–82, 1987–88, 1989–90, 1995–96, 2012–13

## Istoric antrenori
| Antrenor           | Început           | Sfârșit           | Titluri majore | Titluri majore |
| ------------------ | ----------------- | ----------------- | -------------- | -------------- |
| Mario Kempes       | 20 decembrie 1996 | 1 februarie 1997  | 0              |                |
| Hysen Dedja        | 1 iulie 2001      | 1 iulie 2002      | 0              |                |
| Agim Mone          | 1 iulie 2002      | 3 noiembrie 2002  | 0              |                |
| Kristaq Mile       | 30 noiembrie 2002 | 1 iulie 2003      | 0              |                |
| Aurel Țicleanu     | 1 iulie 2003      | 18 octombrie 2003 | 0              |                |
| Agim Canaj         | 25 octombrie 2003 | 10 April 2004     | 0              |                |
| Ilir Gjyla         | 14 April 2004     | 1 September 2004  | 0              |                |
| Sulejman Demollari | 1 September 2004  | 21 februarie 2005 | 0              |                |
| Mirel Josa         | 21 februarie 2005 | 1 iulie 2005      | 0              |                |
| Perlat Sevo        | 1 iulie 2005      | 22 ianuarie 2006  | 0              |                |
| Artan Bano         | 22 ianuarie 2006  | 9 februarie 2006  | 0              |                |
| Sulejman Demollari | 9 februarie 2006  | 12 martie 2006    | 0              |                |
| Saimir Malko       |                   | 26 octombrie 2008 | 0              |                |